# برند اختصاصی

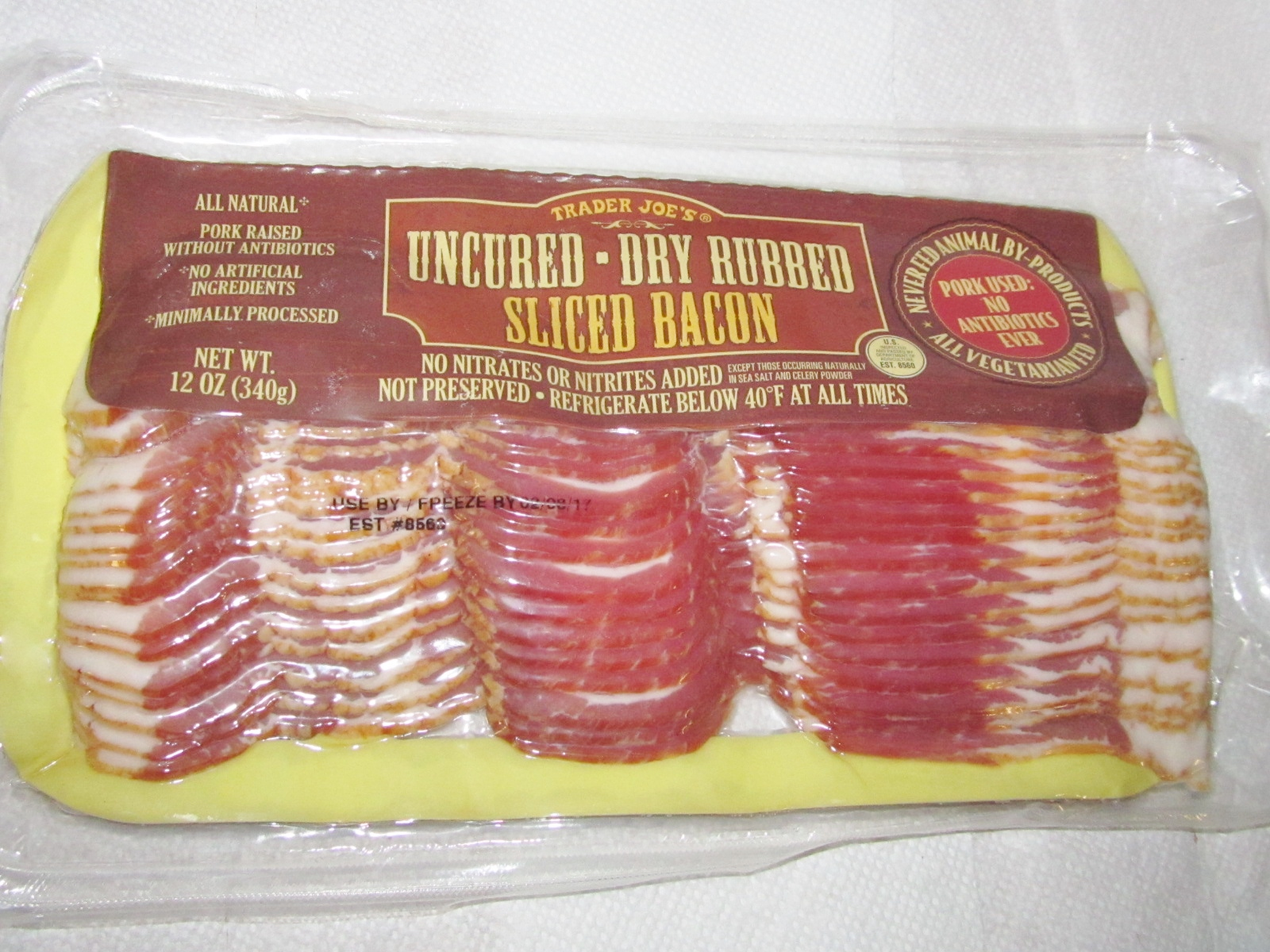
برند اختصاصی (انگلیسی: Private label)، برندی است که مشتریان بالقوه به کارخانجات معتبر می‌سپارند تا برای آنها محصولات مطلوب و مورد نیازشان را به تولید برسانند.
بنا بر آمارهای انجمن برند اختصاصی آمریکا، از هر ۵ محصولی که در سوپرمارکت‌ها، فروشگاه‌های زنجیره‌ای و داروخانه‌های این کشور به فروش می‌روند، ۱ محصول با برند اختصاصی عرضه می‌شود. و شصت و هشت درصد افراد مورد سؤال معتقدند که نام‌های تجاری اختصاصی، محصولات بهتر و اقتصادی‌تری را عرضه می‌کنند. و در مقابل برندهای صرفاً متعلق به کارخانجات قدیمی‌تر دیگر ارزش پولی که بابت خرید آنها پرداخت می‌شوند را ندارند.
از استراتژی‌هایی که کارخانجات بزرگ به دنبال اجرای آن هستند، استراتژی شراکت با توزیع‌کنندگان و تأمین‌کنندگان عمده برای افزایش صرفه اقتصادی زنجیره عرضه تولید می‌باشد. تنها در این صورت است که کارخانجات بزرگ می‌توانند سودآوری خود را حفظ کنند. و دستیابی به‌صرفه اقتصادی بالاتر و همچنین کاهش و حذف هزینه‌های غیرضروری، می‌تواند امکان کاهش قیمت‌ها (با در نظر گرفتن جایگاه ارزشی محصولات) را برای کارخانه فراهم آورد.
نام‌های تجاری متعلق به کارخانه‌های تولیدی باید موفقیت برند اختصاصی خرده‌فروشی‌ها را بپذیرند و عکس‌العمل مناسبی به حضور آنها نشان بدهند.

## نمونه‌ها
فروشگاه‌های زنجیره‌ای بن تون (benetton), لباس‌هایی با برند بن تون را عرضه می‌کنند، ۲ فروشگاه زنجیره‌ای بادی شاپ (thebodyshop) و مارک آند اسپنسر (Marks & Spencer) هم اکثر محصولاتی که عرضه می‌کنند، محصولات اختصاصی خودشان است. یا در انگلستان نیز، ۲ فروشگاه زنجیره‌ای بزرگ این کشور به نام‌های سین زبوری (Sainsbury) و تسکو (tesco) به ترتیب پنجاه و چهل و پنج درصد از محصولاتی که عرضه می‌کنند، محصولاتی با برند اختصاصی خود فروشگاه هستند.

## استراتژی‌های نحوهٔ تعامل با برند اختصاصی
- روابط برد برد را با خرده‌فروشی‌ها برقرار کنید. بهترین راه برای برقراری این روابط، تدوین استراتژی‌هایی برای تکمیل نام‌های تجاری اختصاصی خرده‌فروشی‌ها است.